# Verbindungsbeschlag

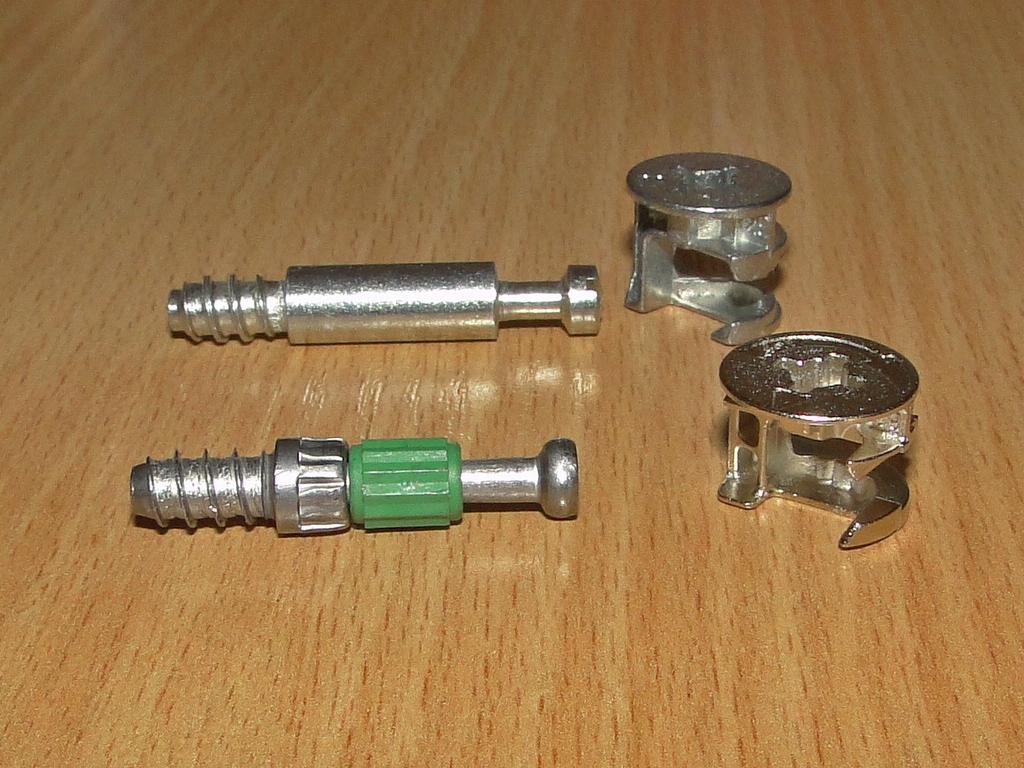
Exzenterverbinder: Gehäuse und Bolzen

Der Verbindungsbeschlag oder Korpusverbinder ist ein im Möbelbau eingesetzter Beschlag, um größere Möbel in Einzelteilen lösbar zusammenzubauen. Sie ermöglichen ein leichteres Verpacken, Transportieren und Aufbauen.

## Verbinderarten
Verbinderarten sind u. a.:
- Einteilverbinderschrauben
- Verschraubungen mit Querbolzen
- Trapezverbinder
- Exzenterverbinder.

Sie unterscheiden sich in
- der Sichtbarkeit von innen oder außen im Möbel
- dem zusätzlichen Einsatz weiterer Verbindungselemente wie z. B. von Holzdübeln
- dem bei der Herstellung der Verbindung nötigen Aufwand.[1]

## Exzenterverbinder
Sie bestehen aus einem Exzenter genannten zylinderförmigen Gehäuse, das mit einem Kreuzschlitz oder einem Innensechskant an der Stirnseite versehen ist, sowie einem Bolzen mit Schraubenende und pilzförmigem Kopf.
Die beiden Teile des Beschlages sind von ihrer Größe aufeinander abgestimmt. Das zylinderförmige Teil übernimmt dabei die Funktion einer Klaue, die das pilzförmige Ende des Bolzens erfasst und zu sich hin zieht. Die Klaue ist als schraubenförmiger radialer Schlitz ausgeführt. Die Greifbewegung erfolgt durch Drehen des zylinderförmigen Teiles mittels eines Schraubenziehers oder Innensechskantschlüssels am offen liegenden, flachen Ende des Gehäuses.
Vorbereitung
Die beiden zu verbindenden Möbelteile müssen mit Bohrungen vorbereitet sein. Pro Exzenterverbinder werden in einem Teil zwei Bohrungen benötigt, im anderen Teil eine.
Der Durchmesser des ersten Loches ist so gewählt, dass das Gehäuse hineinpasst und gedreht werden kann. Es führt rechtwinklig in das Möbelteil. Der Abstand zum Ende ist festgelegt und abhängig von der Länge des Bolzens. Als Bohrer dafür ist ein Forstnerbohrer geeignet. Ein zweites, kleineres Loch bildet einen Hohlraum zwischen dem ersten Loch und dem benachbarten Teiltende. Es führt also parallel zur Oberfläche von der Kante zum ersten, größeren Loch. Die Löcher treffen innerhalb des Teils rechtwinklig aufeinander und bilden so einen T-förmigen Hohlraum.
Im zweiten Möbelteil wird eine Bohrung benötigt, die im zusammengebauten Zustand die Fortsetzung des Hohlraumes des zweiten kleineren Loches im ersten Teil ergibt. Da die Teile im montierten Zustande rechtwinklig zueinander stehen, führt dieses Loch rechtwinklig in das zweite Teil hinein.
Zusammenbau
In das Loch im zweiten Möbelteil wird der Bolzen mit seinem Gewinde eingeschraubt. Das Gehäuse wird in das größere Loch des ersten Teiles eingeführt.
Beim Zusammenfügen der beiden Teile werden diese so positioniert, dass der im zweiten Teil befestigte Bolzen in das kleinere Loch des ersten Teiles gesteckt wird. Erreicht der Bolzen durch das kleinere Loch kommend das Gehäuse, so wird dieses mit dem passenden Werkzeug gedreht. Die Klaue erfasst so den Bolzen, und beide Teile werden fest zusammengezogen.
Zusätzliche Stabilität
Damit die Konstruktion mehr Stabilität bekommt, wird neben dem Verbindungsbeschlag noch eine weitere Verbindung mittels eines oder mehrerer Holzdübel vorgenommen.

## Flachdübelverbinder
Lösbare Flachdübelverbinder sind dickere Flachdübel aus Kunststoff mit innenliegender Verbindungsmechanik. Sie werden mit weiterentwickelten Flachdübelfräsen eingelassen. Zusätzlich ist eine Bohrung für das Verriegeln nötig.

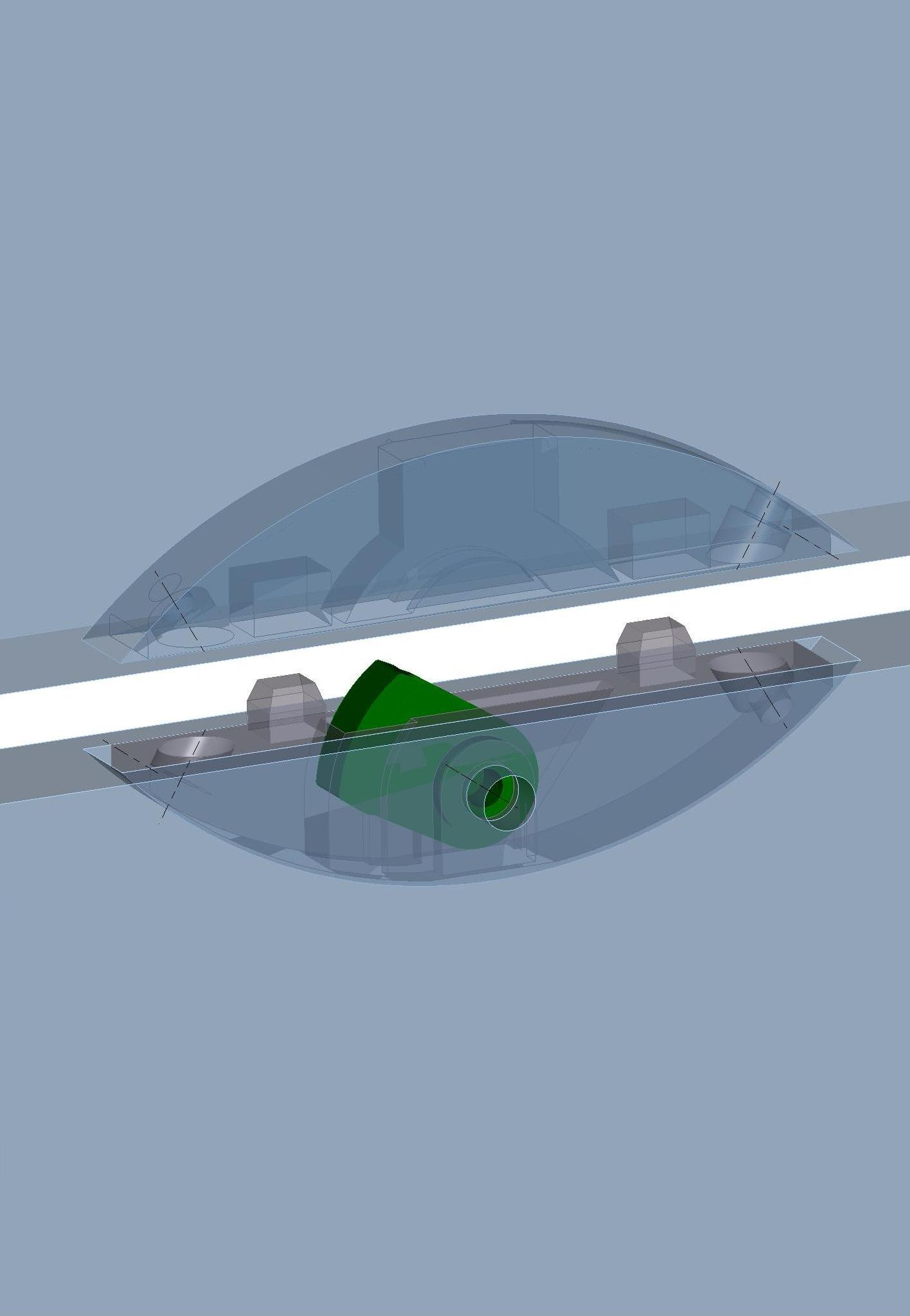
Flachdübelverbinder offen
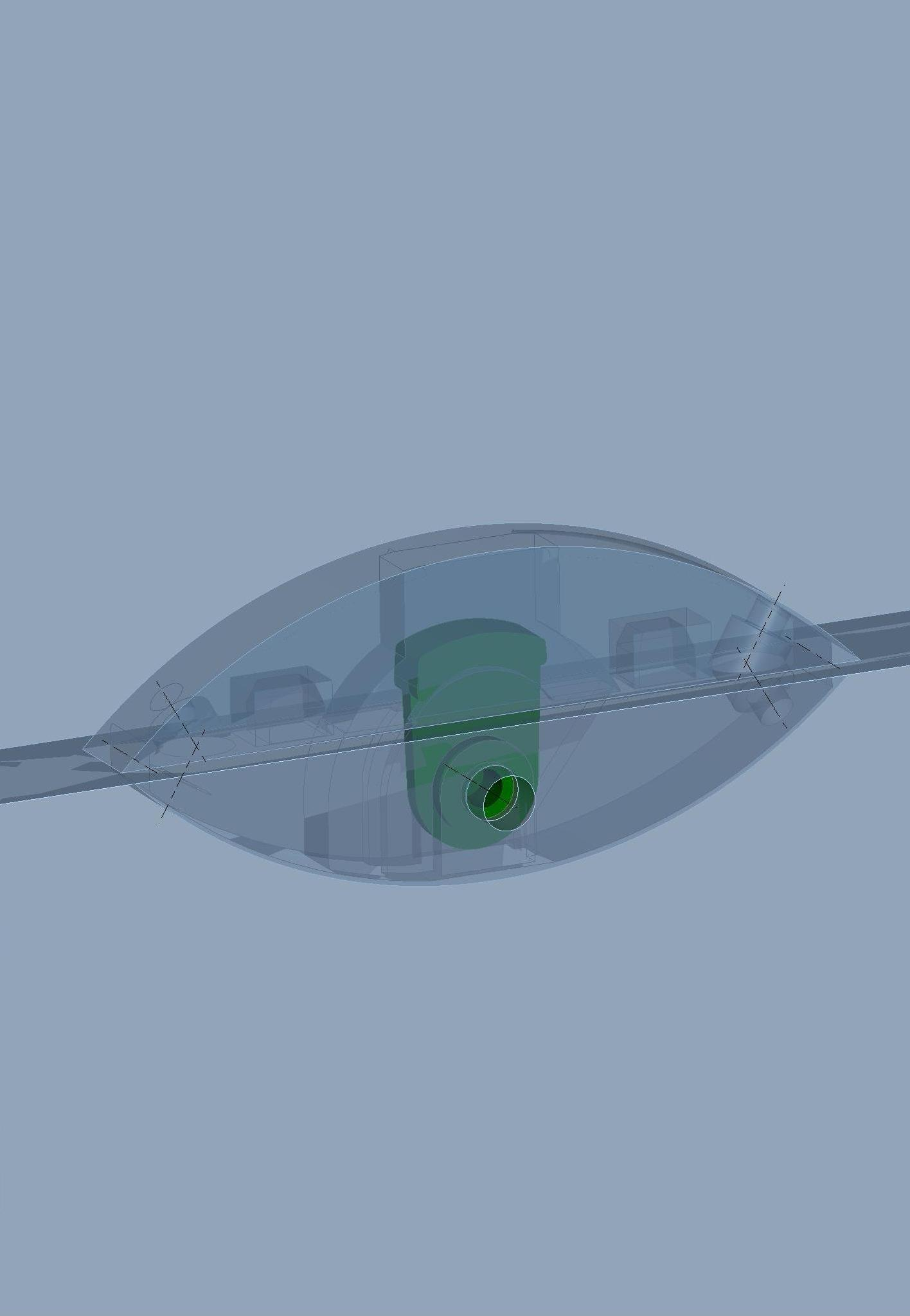
Flachdübelverbinder geschlossen